# Exochus flavipes
Exochus flavipes är en stekelart som beskrevs av Valentina I. Tolkanitz 1999. Exochus flavipes ingår i släktet Exochus och familjen brokparasitsteklar. Inga underarter finns listade i Catalogue of Life.